# Haute-Rivoire
Haute-Rivoire és un municipi francès situat al departament del Roine i a la regió d'Alvèrnia-Roine-Alps. L'any 2007 tenia 1.295 habitants.

## Demografia

### Població
El 2007 la població de fet de Haute-Rivoire era de 1.295 persones. Hi havia 470 famílies de les quals 132 eren unipersonals (80 homes vivint sols i 52 dones vivint soles), 143 parelles sense fills, 179 parelles amb fills i 16 famílies monoparentals amb fills.
La població ha evolucionat segons el següent gràfic:
Habitants censats

### Habitatges
El 2007 hi havia 589 habitatges, 485 eren l'habitatge principal de la família, 56 eren segones residències i 48 estaven desocupats. 533 eren cases i 52 eren apartaments. Dels 485 habitatges principals, 331 estaven ocupats pels seus propietaris, 140 estaven llogats i ocupats pels llogaters i 13 estaven cedits a títol gratuït; 2 tenien una cambra, 29 en tenien dues, 80 en tenien tres, 137 en tenien quatre i 237 en tenien cinc o més. 323 habitatges disposaven pel capbaix d'una plaça de pàrquing. A 224 habitatges hi havia un automòbil i a 208 n'hi havia dos o més.

### Piràmide de població
La piràmide de població per edats i sexe el 2009 era:
| Homes | Edats   | Dones |
| ----- | ------- | ----- |
| 0     | 95 o +  | 0     |
| 4     | 90 a 94 | 4     |
| 4     | 85 a 89 | 20    |
| 0     | 80 a 84 | 24    |
| 32    | 75 a 79 | 20    |
| 40    | 70 a 74 | 36    |
| 32    | 65 a 69 | 16    |
| 20    | 60 a 64 | 16    |
| 20    | 55 a 59 | 36    |
| 28    | 50 a 54 | 24    |
| 36    | 45 a 49 | 16    |
| 68    | 40 a 44 | 64    |
| 52    | 35 a 39 | 44    |
| 48    | 30 a 34 | 36    |
| 56    | 25 a 29 | 20    |
| 32    | 20 a 24 | 28    |
| 60    | 15 a 19 | 52    |
| 32    | 10 a 14 | 40    |
| 24    | 5 a 9   | 28    |
| 32    | 0 a 4   | 36    |

## Economia
El 2007 la població en edat de treballar era de 813 persones, 614 eren actives i 199 eren inactives. De les 614 persones actives 580 estaven ocupades (317 homes i 263 dones) i 35 estaven aturades (16 homes i 19 dones). De les 199 persones inactives 59 estaven jubilades, 62 estaven estudiant i 78 estaven classificades com a «altres inactius».

### Ingressos
El 2009 a Haute-Rivoire hi havia 505 unitats fiscals que integraven 1.296,5 persones, la mediana anual d'ingressos fiscals per persona era de 16.267 €.

### Activitats econòmiques
Dels 85 establiments que hi havia el 2007, 1 era d'una empresa extractiva, 2 d'empreses alimentàries, 1 d'una empresa de fabricació de material elèctric, 5 d'empreses de fabricació d'altres productes industrials, 24 d'empreses de construcció, 14 d'empreses de comerç i reparació d'automòbils, 8 d'empreses de transport, 2 d'empreses d'hostatgeria i restauració, 2 d'empreses d'informació i comunicació, 2 d'empreses financeres, 3 d'empreses immobiliàries, 9 d'empreses de serveis, 7 d'entitats de l'administració pública i 5 d'empreses classificades com a «altres activitats de serveis».
Dels 22 establiments de servei als particulars que hi havia el 2009, 2 eren tallers de reparació d'automòbils i de material agrícola, 3 paletes, 5 guixaires pintors, 3 fusteries, 3 lampisteries, 3 electricistes, 1 perruqueria, 1 restaurant i 1 agència immobiliària.
Dels 4 establiments comercials que hi havia el 2009, 2 eren botiges de menys de 120 m², 1 una fleca i 1 una carnisseria.
L'any 2000 a Haute-Rivoire hi havia 69 explotacions agrícoles que ocupaven un total de 1.380 hectàrees.

## Equipaments sanitaris i escolars
L'únic equipament sanitari que hi havia el 2009 era una farmàcia.
El 2009 hi havia 2 escoles elementals.

## Poblacions més properes
El següent diagrama mostra les poblacions més properes.